# Sotapanna
Een Sotapanna is een heilig persoon in het boeddhisme. Sotapanna is een woord in de taal Pali en betekent 'iemand die de stroom ingetreden is'. Dit verwijst naar de zekerheid die de Sotapanna heeft dat hij in de toekomst, binnen niet meer dan zeven wedergeboortes, het Nibbana zal behalen en dus een Arahant wordt. In de wedergeboortes die hij nog zal ondergaan, zal hij nooit in een slechte bestemming (hel, geesten- of dierenwereld) geboren worden.
De Sotapanna heeft zichzelf vrijgemaakt van de eerste drie van de tien ketens. Het Sotapanna-schap is de laagste graad van verlichting. Nadat het Sotapanna-schap bereikt is, kunnen de overige graden van verlichting (Sakadagami, Anagami, Arahant) ook behaald worden.
Een Sotapanna heeft de Dhamma zelf waargenomen (met het innerlijke 'Oog der Wijsheid'), en maakt zo een einde aan onzekerheid, en heeft vertrouwen in de Dhamma, zonder hierin nog van anderen afhankelijk te zijn